# 戴广胜
戴广胜，清末本溪县人，中华民国陆军中将，历任旅长、本溪县参议长等职。中华人民共和国成立后，担任政协委员。

## 生平
戴广胜农家出身，1904年加入由日本人组建的满洲义军，逐渐升至连长。日俄战争后，担任沈阳巡防步兵营总教官。1906年，戴广胜入奉天讲武堂学习。毕业后，历任陆军二十八镇八十标二营哨官、营长、团长。民国时期，参与第二次直奉大战。此后，历任北洋段祺瑞政府近卫军中将旅长、以冯玉祥为首的西北国民军中将混成旅旅长、防线前敌司令官。1926年，由于对军阀连年混战不满，辞职回乡。九一八事变后，日本关东军多次邀请戴广胜出山，均被其拒绝。民国光复后，戴广胜担任本溪县桥头区民主政府区长、本溪县参议长。解放战争时期，戴广胜先后在新民、铁岭、开原、辽阳等地为东北民主联军搜集军事情报。中华人民共和国成立后，戴广胜先后当选为本溪市和辽宁省政协委员。